# 香港郵政
香港郵政（ホンコンゆうせい、Hongkong Post）は、香港において郵便事業を行う公共事業体である。組織は、香港政庁の商務及経済発展局直轄の組織である。

## 概要
創業は1841年であり近代的郵便事業組織としてはアジア最古である。また1997年に中国に香港の主権が返還されるまで、第二次世界大戦の日本軍に占領されていた一時期を除けばイギリスによって運営されていた。
イギリス植民地時代のコーポレートカラーは赤、現在は緑である。